# Glossofobie
Glossofobie, lalofobie, plankenkoorts of spreekangst is de angst voor spreken in het openbaar. Het woord glossofobie is afgeleid van het Griekse γλῶσσα glōssa, wat tong betekent, en φόβος fobo's, angst of vrees. 
Hoewel enige nervositeit bij het toespreken van een grote groep mensen als normaal wordt beschouwd (heel veel mensen hebben hier last van), openbaart deze angst zich bij sommige mensen in extreme mate. Als zelfstandige fobie wordt glossofobie beschouwd als een specifieke fobie, maar kan ook een voorkomen als symptoom van de bredere sociale fobie.
De meest voorkomende symptomen zijn fysieke reacties zoals overmatig transpireren, een snelle ademhaling en een verhoogde hartslag.
Er bestaan trainingen in het spreken in het openbaar die kunnen helpen om de vrees te verminderen.